# Elia Soriano
Elia Soriano (Darmstadt, 26 juni 1989) is een in Duitsland geboren voetballer met zowel de Duitse als Italiaanse nationaliteit die als aanvaller speelt. Hij is de oudere broer van Roberto Soriano.

## Carrière
Elia Soriano speelde in de jeugd van TSG 1846 Darmstadt en SV Darmstadt 98, waar hij van 2007 tot 2010 met het eerste elftal in de Oberliga Hessen en Regionalliga Süd speelde. In 2010 vertrok hij naar VfR Aalen, uitkomend in de 3. Liga. Hier wist hij niet te scoren, maar bleef het seizoen er na op hetzelfde niveau spelen, bij Karlsruher SC. Hierna speelde hij ook nog in de 3. Liga voor SV Stuttgarter Kickers en FC Würzburger Kickers. Met laatstgenoemde club promoveerde hij in 2016 naar de 2. Bundesliga na winst op MSV Duisburg in twee promotie-/degradatiewedstrijden, waarin hij eenmaal scoorde. Na een jaar in de 2. Bundesliga vertrok hij naar het Poolse Korona Kielce. Daar scoorde hij in zijn tweede seizoen 14 competitiegoals in de Ekstraklasa. In 2019 vertrok Soriano transfervrij naar VVV-Venlo. In zijn eerste eredivisiewedstrijd namens VVV was hij direct trefzeker: hij scoorde op 3 augustus 2019 de 2-1 tegen RKC Waalwijk. Vervolgens bleef zijn doelpuntenproductie achter bij de verwachtingen. In 16 competitieduels bleef zijn teller steken op twee treffers. Na het tussentijdse aantrekken van Oussama Darfalou kreeg de spits na de winterstop geen speeltijd meer. Na een half jaar mocht Soriano de Venlose club alweer verlaten en vervolgde hij zijn carrière bij de Israëlische club Hapoel Ra'annana. In oktober 2020 ging hij naar Kickers Offenbach dat uitkomt in de Regionalliga Südwest. Hij verlengde zijn contract daar in juni 2021 met nog een jaar.

### Statistieken

#### Beloften
| Seizoen                   | Club                   | Competitie                 | Competitie | Competitie | Overig | Overig | Totaal | Totaal |
| Seizoen                   | Club                   | Competitie                 | Wed.       | Dlp.       | Wed.   | Dlp.   | Wed.   | Dlp.   |
| ------------------------- | ---------------------- | -------------------------- | ---------- | ---------- | ------ | ------ | ------ | ------ |
| 2010/11                   | Eintracht Frankfurt II | Regionalliga Süd           | 13         | 8          | –      | –      | 13     | 8      |
| 2011/12                   | Eintracht Frankfurt II | Regionalliga Süd           | 30         | 17         | –      | –      | 30     | 17     |
| 2012/13                   | Karlsruher SC II       | Oberliga Baden-Württemberg | 2          | 0          | –      | –      | 2      | 0      |
| 2013/14                   | Stuttgarter Kickers II | Oberliga Baden-Württemberg | 1          | 0          | –      | –      | 1      | 0      |
| 2015/16                   | Stuttgarter Kickers II | Oberliga Baden-Württemberg | 1          | 0          | –      | –      | 1      | 0      |
| Totaal beloften           | Totaal beloften        | Totaal beloften            | 47         | 25         | 0      | 0      | 47     | 25     |
| Bijgewerkt op 22 mei 2019 |                        |                            |            |            |        |        |        |        |

#### Senioren
| Seizoen                            | Club                | Competitie           | Competitie | Competitie | Beker | Beker | Overig1 | Overig1 | Totaal | Totaal |
| Seizoen                            | Club                | Competitie           | Wed.       | Dlp.       | Wed.  | Dlp.  | Wed.    | Dlp.    | Wed.   | Dlp.   |
| ---------------------------------- | ------------------- | -------------------- | ---------- | ---------- | ----- | ----- | ------- | ------- | ------ | ------ |
| 2007/08                            | SV Darmstadt 98     | Oberliga Hessen      | 21         | 9          | 1     | 0     | –       | –       | 22     | 9      |
| 2008/09                            | SV Darmstadt 98     | Regionalliga Süd     | 29         | 12         | 1     | 0     | –       | –       | 30     | 12     |
| 2009/10                            | SV Darmstadt 98     | Regionalliga Süd     | 33         | 11         | –     | –     | –       | –       | 33     | 11     |
| 2010/11                            | VfR Aalen           | 3. Liga              | 12         | 0          | 1     | 0     | –       | –       | 13     | 0      |
| 2012/13                            | Karlsruher SC       | 3. Liga              | 13         | 1          | 1     | 1     | 2       | 2       | 16     | 4      |
| 2013/14                            | Stuttgarter Kickers | 3. Liga              | 33         | 7          | –     | –     | 3       | 2       | 36     | 9      |
| 2014/15                            | Stuttgarter Kickers | 3. Liga              | 20         | 7          | 1     | 0     | 3       | 1       | 24     | 8      |
| 2015/16                            | Stuttgarter Kickers | 3. Liga              | 18         | 3          | 0     | 0     | 2       | 1       | 20     | 4      |
| 2015/16                            | Würzburger Kickers  | 3. Liga              | 13         | 8          | –     | –     | 4       | 1       | 17     | 9      |
| 2016/17                            | Würzburger Kickers  | 2. Bundesliga        | 33         | 5          | 2     | 1     | –       | –       | 35     | 6      |
| 2017/18                            | Korona Kielce       | Ekstraklasa          | 22         | 5          | 3     | 1     | –       | –       | 25     | 6      |
| 2018/19                            | Korona Kielce       | Ekstraklasa          | 33         | 14         | 0     | 0     | –       | –       | 33     | 14     |
| 2019/20                            | VVV-Venlo           | Eredivisie           | 16         | 2          | 1     | 0     | –       | –       | 17     | 2      |
| 2019/20                            | Hapoel Ra'annana    | Ligat Ha'Al          | 1          | 0          | 0     | 0     | –       | –       | 1      | 0      |
| 2020/21                            | Kickers Offenbach   | Regionalliga Südwest | 29         | 7          | –     | –     | 1       | 0       | 30     | 7      |
| 2021/22                            | Kickers Offenbach   | Regionalliga Südwest | 12         | 4          | –     | –     | 0       | 0       | 12     | 4      |
| Totaal senioren                    | Totaal senioren     | Totaal senioren      | 338        | 95         | 11    | 3     | 15      | 7       | 364    | 105    |
| Carrièretotaal                     | Carrièretotaal      | Carrièretotaal       | 385        | 120        | 11    | 3     | 15      | 7       | 411    | 130    |
| Bijgewerkt tot en met 18 juni 2022 |                     |                      |            |            |       |       |         |         |        |        |

1Overige officiële wedstrijden, te weten Promotie-/degradatiewedstrijden, Badischer Pokal, WFV-Pokal, Bayerischer Pokal en Hessenpokal.